# Popkunst
Popkunst eller pop art er en kunstretning, der gør op med abstrakt ekspressionisme og søger mod den figurative kunst med temaer fra massekulturen. Begrebet blev skabt i 1956 af den engelsk-amerikanske kunstkritiker Laurence Alloway, men blev først bredt kendt og brugt i 1960'erne.

## Oprindelse
Popkunst som også er kendt som pop art, retningen inden for billedekunsten, som opstod i England og USA i midten af 1950'erne og var mest fremtrædende i 1970'erne.
Betegnelsen  blev brugt til at beskrive en bevægelse inden for den moderne kunst, og  blev for første gang brugt på tryk i 1958, af den britiske kritiker Laurence Alloway. Andy Warhol er nok den mest berømte eksponent, og senere hen Roy Lichtenstein. 

## Kendetegn
Et ydre kendetegn for popkunst vil således ofte være referencer til masse-samfundet og dets symbolverden, f.eks. reklamer, medier m.v. . Ifølge Alloway er disse referencer først og fremmest tegnsystemer, der ikke blot gengiver et ydre, allerede kendt objekt, men tillige de grafiske kendetegn, der er knyttet til det. 
Popkunst er således kendetegnet ved:
1. Reale, umiddelbart genkendelige elementer, ofte med direkte reference til medier.
2. Deres mulige, indbyrdes symbolske betydninger.
3. Abstrakte elementer, f.eks. grafiske tekniker, maling m.v.

Ofte er alle tre elementer til stede samtidig, for som postmoderne greb at dekonstruere hinanden. Således er sammenstillingen af fotografi, maleri, grafiske elementer eller symbolske elementer ikke afhængigt af et ydre kontrapunkt for at fungere. Som postmoderne maleri postulerer popkunsten på samme tid sig selv som abstrakt maleri, fotografi, symbolisme m.v. og kan herved fungere som kommentar eller mere bredt som fremstilling af konceptuelle konflikter. 
Popkunsten kan således både tolkes som hyldest til forbrugssamfundet og som en kritik af samme. Begge tolkninger er imidlertid uden for popkunstens egentlige virkefelt: Popkunstens primære virkefelt er snarere det perceptions-psykologiske, der i lighed med den senere tilkomne pop-art og tidligere kunstformer som trampe-d-oil m.v. vil vise beskueren bedragets natur. Forbrugssamfundet og medierne er så blot – med Alloway – tegnsystemer i denne proces.
Selv om popkunst opstår som efter-moderne kunstform, er der klare referencer til f.eks. dadaisme og collage-kunst samt ekspressionisme, fotografisk kunst og abstrakt malerkunst.
Ordet "popkunst" kan også på dansk være en nedsættende betegnelse for kunst, der betragtes som overfladisk.

## Kendte popkunstnere
- Jim Dine
- James Gill
- Keith Haring
- Robert Indiana
- Jasper Johns
- Roy Lichtenstein
- Takashi Murakami
- Yoshitomo Nara
- Claes Oldenburg
- Mel Ramos
- Robert Rauschenberg
- Andy Warhol